# Cristianesimo in Kirghizistan

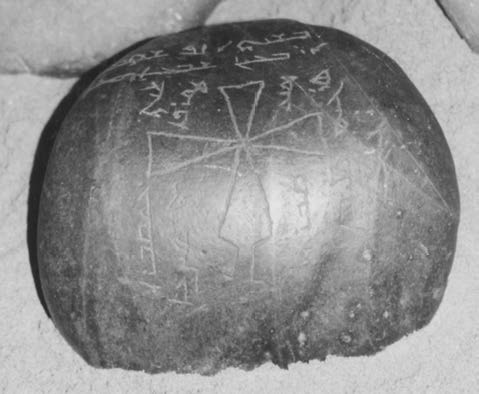
Lapide del XIII/XIV secolo riportante iconografie cristiane rinvenuta in Kirghizistan

Il cristianesimo in Kirghizistan è una religione minoritaria. La maggioranza della popolazione del Kirghizistan (l'89-90% circa) è di religione islamica. I cristiani rappresentano circa il 10% della popolazione e sono in maggioranza ortodossi (circa il 9% della popolazione); i protestanti rappresentano circa l'1% della popolazione. mentre i cattolici sono pochissimi. Secondo altre stime i cristiani sarebbero invece circa il 7% della popolazione, in maggioranza ortodossi (circa il 6% della popolazione). La costituzione del Kirghizistan sancisce la separazione fra stato e religione e prevede la libertà di religione entro i limiti fissati dalla legge. Tutte le religioni si devono registrare; l'attività dei gruppi religiosi non registrati è illegale. Solo le organizzazioni religiose registrate possono importare, pubblicare o distribuire materiale religioso nel rispetto delle procedure di legge, che prevedono anche la possibilità di un esame del materiale da parte di esperti governativi; è vietato distribuire materiale religioso in luoghi pubblici o recandosi in visita in abitazioni private, scuole o altre istituzioni. L'attività missionaria è consentita solo alle organizzazioni registrate; i missionari stranieri devono ottenere un'apposita autorizzazione per potere operare. La legge proibisce tuttavia i tentativi insistenti di convertire i fedeli di una religione ad un altro credo religioso. Lo stato può sciogliere le organizzazioni religiose che svolgano attività contraria all'ordine pubblico e alla sicurezza nazionale. Nella scuola pubblica sono previsti corsi di storia delle religioni; i ragazzi possono ricevere un'istruzione religiosa integrativa frequentando corsi tenuti da organizzazioni religiose riconosciute dallo stato. Nonostante la libertà religiosa sia in teoria garantita, alcune organizzazioni religiose lamentano pregiudizi e discriminazioni verso i gruppi che non seguono l'islam o la Chiesa ortodossa russa, religioni storiche del Paese.

## Confessioni cristiane presenti
- Chiesa ortodossa: in Kirghizistan è la Chiesa ortodossa russa, che è la maggiore denominazione cristiana del Paese; il territorio è compreso nell'eparchia di Biškek, che è parte del Distretto metropolitano dell'Asia centrale;
- Chiesa cattolica: è presente nel Paese con l'amministrazione apostolica del Kirghizistan.  Nel Paese i fedeli cattolici erano nel 2017 circa 500, pari allo 0,01% della popolazione;[5]
- Protestantesimo: in Kirghizistan sono presenti battisti, pentecostali, luterani, presbiteriani, avventisti e gruppi cristiani non denominazionali.[6] I protestanti kirghizi sono in parte originari della Germania e della Corea.

Le principali denominazioni protestanti presenti nel Paese sono le seguenti:
- Chiesa pentecostale di Gesù Cristo: espressione del movimento pentecostale, conta circa 11.000 membri ed è la maggiore denominazione protestante del Kirghizistan;[7]
- Unione delle chiese battiste del Kirghizistan: espressione del movimento battista, conta circa 3.000 membri[8] e pur avendo avuto una diminuzione di fedeli rimane una delle maggiori denominazioni protestanti del Kirghizistan;
- Chiesa evangelica luterana in Kirghizistan: affiliata alla Chiesa evangelica luterana in Russia, Ucraina, Kazakistan e Asia centrale, è presente nel Paese con 17 congregazioni e ha il quartier generale a Bishkek;[9]
- Chiesa presbiteriana in Kirghizistan: nata nel 1990 come missione della Chiesa presbiteriana coreana, conta circa 1.200 membri, la maggior parte dei quali sono di etnia coreana;[10]
- Chiesa cristiana avventista del settimo giorno: presente nel Paese dal 1990, ha consacrato nel 2013 il primo pastore nativo del Kirghizistan.[11]